# Liga Mistrzów UEFA (1999/2000)
VIII Liga Mistrzów UEFA 1999/2000

(ang. UEFA Champions League)
XLV Puchar Europy Mistrzów Klubowych 1999/2000

(ang. European Champion Clubs' Cup)

## I runda kwalifikacyjna
Do rozgrywek nie została dopuszczona  Bośnia i Hercegowina, której reprezentant wystąpił dopiero w następnym sezonie.
| Íþróttabandalag Vestmannaeyja – SK Tirana 1:0 i 2:1 1 14.07 1999 1:0 Johannesson 45 2 21.07 1999 1:0 Johannesson 33, 2:0 Sigurdsson 48, 2:1 Bulku 82 |
| Liteks Łowecz – Glentoran Belfast 3:0 i 2:0 1 14.07 1999 1:0 Hadji 11, 2:0 Bushi 35k, 3:0 Petrow 81 2 21.07 1999 1:0 Haxhi 63, 2:0 Bushi 89 |
| Žalgiris Wilno – Cement Ararat 2:0 i 3:0 1 14.07 1999 1:0 I. Stesko 45, 2:0 A. Stesko 88 2 21.07 1999 1:0 Joksas 32, 2:0 Novikovas 7, 3:0 Vasilauskas 65                                                                                                |
| HB Tórshavn – FC Haka 1:1 i 0:6 1 14.07 1999 1:0 Lakjuni 47, 1:1 Popowicz 60 2 21.07 1999 0:1 Salli 26, 0:2 Reynders 44, 0:3 Nyyssonen 46, 0:4 Wilson 63, 0:5 Popowicz 80, 0:6 Torkkeli 90                                                              |
| FK Partizan – Flora Tallinn 6:0 i 4:1 1 14.07 1999 1:0 S. Ilić 12, 2:0 Peković 25, 3:0 Ivić 36, 4:0 Mateja Kežman 54, 5:0 Peković 71, 6:0 Ivić 75 2 21.07 1999 1:0 Mateja Kežman 10, 2:0 S. Ilić 20, 2:1 Viikmäe 52, 3:1 Mateja Kežman 69, 4:1 Tomić 82 |
| Jeunesse Esch – Skonto FC 0:2 i 0:8 1 14.07 1999 0:1 Astafjevs 66, 0:2 Micholaps 73 2 21.07 1999 0:1 Bleidelis 37, 0:2 Micholaps 39, 0:3 Bleidelis 50, 0:4 Micholaps 55, 0:5 Micholaps 63, 0:6 Koleszniczenko 77, 0:7 Micholaps 85k, 0:8 Micholaps 90k  |
| Słoga Jugomagnat Skopje – Kəpəz Gəncə 1:0 i 1:2 1 14.07 1999 1:0 Memedi 66 2 21.07 1999 0:1 Mamiedow 19, 1:1 Arif 34, 1:2 Rżajew 90k (mecz w Baku) |
| Barry Town – Valletta FC 0:0 i 2:3 1 13.07 1999 2 21.07 1999 0:1 Agius 42, 0:2 Agius 46, 1:2 Stown 49, 1:3 Chetcuti 64, 2:3 Stown 65 |
| St. Patrick’s Athletic – Zimbru Kiszyniów 0:5 i 0:5 1 14.07 1999 0:1 Berco 29, 0:2 Epurianu 35, 0:3 Berco 41, 0:4 Borec 72, 0:5 Epurianu 82 2 21.07 1999 0:1 Tropanec 25, 0:2 Borec 31, 0:3 Tropanec 40, 0:4 Borec 75, 0:5 Oprea 83k                    |

## II runda kwalifikacyjna
Na skutek wykluczeniu mistrza Polski Wisły Kraków z rozgrywek europejskich na rok, w Pucharze Mistrzów wystąpił w zastępstwie wicemistrz Polski Widzew Łódź.
| Rapid Wiedeń – Valletta FC 3:0 i 2:0 1 28.07 1999 1:0 Dowe 54, 2:0 Dejan Savićević 74, 3:0 Penksa 86 2 04.08 1999 1:0 Dowe 71, 2:0 Lagonikakis 88 |
| Anorthosis Famagusta – Slovan Bratysława 2:1 i 1:1 1 28.07 1999 1:0 Obiku 28, 1:1 Hrnčar 53, 2:1 Obiku 88k 2 04.08 1999 1:0 Obiku 58, 1:1 Timko 60 |
| FK Partizan – NK Rijeka 3:1 i 3:0 1 28.07 1999 1:0 S. Ilić 10, 2:0 Krstajić 22, 2:1 Stipanović 56, 3:1 Krstajić 85 2 04.08 1999 1:0 Mateja Kežman 7, 2:0 Ivić 19, 3:0 Mateja Kežman 83                                                                                 |
| CSKA Moskwa – Molde FK 2:0 i 0:4 1 28.07 1999 1:0 Sziszkin 7, 2:0 Chomucha 86 2 04.08 1999 0:1 Tessem 47, 0:2 Berg Hestad 65, 0:3 Hoseth 67, 0:4 Hoseth 81 |
| Liteks Łowecz – Widzew Łódź 4:1 i 1:4 (dog), karne 2:3 1 28.07 1999 1:0 Todorow 40, 2:0 Todorow 76, 3:0 Zivkovic 82k, 3:1 Wichniarek 89k, 4:1 Kondew 90 2 04.08 1999 0:1 Gęsior 14, 1:1 Todorow 30, 1:2 Wichniarek 52, 1:3 Wichniarek 60, 1:4 Michalski 75             |
| FC Haka – Rangers 1:4 i 0:3 1 28.07 1999 0:1 Amoruso 18, 0:2 Mois 27, 0:3 Mois 42, 1:3 Niemi 52, 1:4 Johansson 86 2 04.08 1999 0:1 R. Wallace 15, 0:2 Johansson 28, 0:3 Amato 66                                                                                       |
| Dinamo Tbilisi – Zimbru Kiszyniów 2:1 i 0:2 1 28.07 1999 0:1 Barko 68, 1:1 Ckitaiszwili 80, 2:1 Chomeriki 88 2 04.08 1999 0:1 Dodul 23, 0:2 Epurianu 90 (mecz w Speia)                                                                                                 |
| Dniapro Mohylew – AIK Fotboll 0:1 i 0:2 1 28.07 1999 0:1 Tjemström 90 2 04.08 1999 0:1 Comeliusson 55, 0:2 Gustafsson 85 |
| Słoga Jugomagnat Skopje – Brøndby IF 0:1 i 0:1 1 28.07 1999 0:1 Daugaard 15 2 04.08 1999 0:1 Daugaard 4k |
| FC Rapid Bukareszt – Skonto FC 3:3 i 1:2 1 28.07 1999 0:1 Chaładze 5, 1:1 Barbu 14, 1:2 Chaładze 32, 2:2 Schumacher 52, 2:3 Astafjevs 65, 3:3 Mulica 73 2 04.08 1999 1:0 Raducanu 33, 1:1 Laizans 77, 1:2 Rubins 87                                                    |
| Beşiktaş JK – Hapoel Hajfa 1:1 i 0:0 1 28.07 1999 0:1 Rosso 76, 1:1 Ayhan 90 2 04.08 1999 |
| Dynamo Kijów – Žalgiris Wilno 2:0 i 1:0 1 28.07 1999 1:0 Maksim Szackich 37, 2:0 Maksim Szackich 78 2 04.08 1999 1:0 Rebrow 55 |
| Íþróttabandalag Vestmannaeyja – MTK Budapeszt 0:2 i 1:3 1 28.07 1999 0:1 Halmai 26, 0:2 Preisinger 54 2 04.08 1999 0:1 Ilea 4, 0:2 Kuttor 25, 0:3 Illés 41, 1:3 Moller 90                                                                                              |
| Maribor Branik – KRC Genk 5:1 i 0:3 1 28.07 1999 1:0 Balajić 25, 1:1 Strupar 34, 2:1 Galić 62, 3:1 Karić 69k, 4:1 Šimundža 77, 5:1 Dżuranović 90 2 04.08 1999 0:1 Gudjonsson 45, 0:2 Gudjonsson 58, 0:3 F. Horváth 62 (mecz w Liège)                                   |
| Wolny los: Croatia Zagrzeb, FK Teplice, Aalborg BK, Chelsea F.C., RCD Mallorca, Valencia CF, Olympique Lyon, Borussia Dortmund, Hertha BSC, PSV Eindhoven, AC Fiorentina, AC Parma, Boavista FC, Galatasaray SK, Spartak Moskwa, AEK Ateny, Servette FC, SK Sturm Graz |

## III runda kwalifikacyjna
| Zimbru Kiszyniów – PSV Eindhoven 0:0 i 0:2 1 11.08 1999 (mecz w Speia) 2 25.08 1999 0:1 Nilis 81, 0:2 Ooijer 86 |
| Spartak Moskwa – FK Partizan 2:0 i 3:1 1 11.08 1999 1:0 Szirko 39, 2:0 Tichonow 73 2 25.08 1999 1:0 Szirko 19, 2:0 Szirko 46, 2:1 Mateja Kežman 72, 3:1 Tirow 83k |
| Chelsea F.C. – Skonto FC 3:0 i 0:0 1 11.08 1999 1:0 Babayaro 76, 2:0 Poyet 77, 3:0 Sutton 84 2 25.08 1999 |
| Rapid Wiedeń – Galatasaray SK 0:3 i 0:1 1 11.08 1999 0:1 Hakan Ünsal 34, 0:2 Fatih 39, 0:3 Hagi 90 2 25.08 1999 0:1 Okan 52 |
| AC Fiorentina – Widzew Łódź 3:1 i 2:0 1 11.08 1999 1:0 Adani 17, 2:0 Cois 57, 2:1 Adani 74s, 3:1 Rui Costa 90 2 25.08 1999 1:0 Chiesa 40, 2:0 Cois 67 |
| Aalborg BK – Dynamo Kijów 1:2 i 2:2 1 11.08 1999 0:1 Rebrow 13, 0:2 Maksim Szackich 39, 1:2 Strandli 55 2 25.08 1999 1:0 Oper 9, 2:0 Garde 47, 2:1 Gusin 74, 2:2 Maksim Szackich 90                                                                                      |
| Rangers – AC Parma 2:0 i 0:1 1 11.08 1999 1:0 Vidmar 33, 2:0 Reyna 76 2 25.08 1999 0:1 Walem 68 |
| Brøndby IF – Boavista FC 1:2 i 2:4 (dog) 1 11.08 1999 0:1 Mario Silva 25, 1:1 Smith 65, 1:2 Moreira 73 2 25.08 1999 0:1 Litos 13, 1:1 Christensen 47, 2:1 Bjur 90, 2:2 Ahinful 99, 2:3 Ahinful 110, 2:4 Rui Bento 117                                                    |
| AEK Ateny – AIK Fotboll 0:0 i 0:1 1 11.08 1999 2 25.08 1999 0:1 Nebojša Novaković 58 |
| Hapoel Hajfa – Valencia CF 0:2 i 0:2 1 11.08 1999 0:1 C. López 68, 0:2 Farinos 74 2 25.08 1999 0:1 Sánchez 59, 0:2 Sánchez 66 |
| Hertha BSC – Anorthosis Famagusta 2:0 i 0:0 1 11.08 1999 1:0 Daei 3, 2:0 Preetz 58 2 25.08 1999 |
| SK Sturm Graz – Servette FC 2:1 i 2:2 1 11.08 1999 1:0 Ivica Vastić 35, 1:1 Martens 46, 2:1 Lonfat 48 2 25.08 1999 0:1 de Souza 5, 1:1 Kocijan 54, 2:1 Ivica Vastić 78, 2:2 Thurre 89                                                                                    |
| Molde FK – RCD Mallorca 0:0 i 1:1 1 11.08 1999 2 25.08 1999 0:1 J. Stanković 22k, 1:1 Lund 85k |
| Olympique Lyon – Maribor Branik 0:1 i 0:2 1 10.08 1999 0:1 D. Filipović 89 2 25.08 1999 0:1 Šimundža 24, 0:2 Balajić 45 |
| Croatia Zagrzeb – MTK Budapeszt 0:0 i 2:0 1 11.08 1999 2 25.08 1999 1:0 Simić 60, 2:0 Simić 85 |
| FK Teplice – Borussia Dortmund 0:1 i 0:1 1 11.08 1999 0:1 Nerlinger 66 2 25.08 1999 0:1 Herrlich 90 |
| Wolny los: S.S. Lazio AS Roma, A.C. Milan, Bayern Monachium, Bayer 04 Leverkusen, FC Barcelona, Real Madryt, Arsenal F.C., Manchester United, Rosenborg BK, Girondins Bordeaux, Olympique Marsylia, Olympiakos SFP, Sparta Praga, Feyenoord, Willem II Tilburg, FC Porto |

## I faza grupowa

### Grupa A
| Bayer 04 Leverkusen – S.S. Lazio 1:1 (1:1) - 14.09 1999 1:0 Neuville 14, 1:1 Mihajlović 18                                                                                   |
| Dynamo Kijów – Maribor Branik 0:1 (0:0) - 14.09 1999 0:1 Šimundža 73 |
| S.S. Lazio – Dynamo Kijów 2:1 (0:0) - 22.09 1999 0:1 Rebrow 68k, 1:1 Negro 70, 2:1 Salas 72                                                                                  |
| Maribor Branik – Bayer 04 Leverkusen 0:2 (0:0) - 22.09 1999 0:1 Boris Živković 83, 0:2 Kirsten 90                                                                            |
| S.S. Lazio – Maribor Branik 4:0 (0:0) - 29.09 1999 1:0 S. Inzaghi 60, 2:0 Sergio Conceiçao 62, 3:0 Salas 71, 4:0 Salas 76                                                    |
| Bayer 04 Leverkusen – Dynamo Kijów 1:1 (0:0) - 29.09 1999 1:0 Kirsten 52, 1:1 Gusin 71                                                                                       |
| Maribor Branik – S.S. Lazio 0:4 (0:1) - 19.10 1999 0:1 Mihajlović 36, 0:2 S. Inzaghi 50, 0:3 Dejan Stanković 63, 0:4 S. Inzaghi 74,                                          |
| Dynamo Kijów – Bayer 04 Leverkusen 4:2 (2:1) - 19.10 1999 1:0 Kosowski 4, 1:1 Kirsten 12, 2:1 Maksim Szackich 36, 2:2 Neuville 49, 3:2 Hołowko 61, 4:2 Władysław Waszczuk 89 |
| S.S. Lazio – Bayer 04 Leverkusen 1:1 (1:1) - 27.10 1999 1:0 Nedved 1, 1:1 Kirsten 43                                                                                         |
| Maribor Branik – Dynamo Kijów 1:2 (0:1) - 27.10 1999 0:1 Rebrow 37, 1:1 Balajić 50, 1:2 Rebrow 84k                                                                           |
| Dynamo Kijów – S.S. Lazio 0:1 (0:1) - 02.11 1999 0:1 Mamiedow 18s |
| Bayer 04 Leverkusen – Maribor Branik 0:0 - 02.11 1999 |

| Poz | Klub                | Mecze | Zw | Rem | Por | Pkt | BrZd | BrStr |
| --- | ------------------- | ----- | -- | --- | --- | --- | ---- | ----- |
| 1   | S.S. Lazio          | 6     | 4  | 2   | 0   | 14  | 13   | 3     |
| 2   | Dynamo Kijów        | 6     | 2  | 1   | 3   | 7   | 8    | 8     |
| 3   | Bayer 04 Leverkusen | 6     | 1  | 4   | 1   | 7   | 7    | 7     |
| 4   | Maribor Branik      | 6     | 1  | 1   | 4   | 4   | 2    | 12    |

### Grupa B
| AC Fiorentina – Arsenal F.C. 0:0 - 14.09 1999 |
| AIK Fotboll – FC Barcelona 1:2 (0:0) - 14.09 1999 1:0 Nebojša Novaković 73, 1:1 Abelardo 86, 1:2 Dani 90                                              |
| Arsenal F.C. – AIK Fotboll 3:1 (1:0) - 22.09 1999 1:0 Ljungberg 28, 1:1 Nordin 53, 2:1 Henry 89, 3:1 Šuker 90                                         |
| FC Barcelona – AC Fiorentina 4:2 (2:0) - 22.09 1999 1:0 Figo 7, 2:0 Luis Enrique 10, 2:1 Batistuta 50, 3:1 Rivaldo 68k, 4:1 Rivaldo 70, 4:2 Chiesa 79 |
| FC Barcelona – Arsenal F.C. 1:1 (1:0) - 29.09 1999 1:0 Luis Enrique 16, 1:1 Kanu 81                                                                   |
| AIK Fotboll – AC Fiorentina 0:0 - 29.09 1999 |
| Arsenal F.C. – FC Barcelona 2:4 (1:2) - 19.10 1999 0:1 Rivaldo 15k, 0:2 Luis Enrique 16, 1:2 Bergkamp 44, 1:3 Figo 56, 1:4 Cocu 70, 2:4 Overmars 85   |
| AC Fiorentina – AIK Fotboll 3:0 (2:0) - 19.10 1999 1:0 Batistuta 5, 2:0 Chiesa 32, 3:0 Balbo 86                                                       |
| Arsenal F.C. – AC Fiorentina 0:1 (0:0) - 27.10 1999 0:1 Batistuta 75                                                                                  |
| FC Barcelona – AIK Fotboll 5:0 (3:0) - 27.10 1999 1:0 Kluivert 14, 2:0 Kluivert 32, 3:0 Zenden 42, 4:0 Gabri 53, 5:0 Dehu 85                          |
| AIK Fotboll – Arsenal F.C. 2:3 (1:1) - 02.11 1999 0:1 Overmars 17, 1:1 A. Andersson 41, 1:2 Overmars 52, 1:3 Šuker 56, 2:3 A. Andersson 68            |
| AC Fiorentina – FC Barcelona 3:3 (1:2) - 02.11 1999 1:0 Bressan 14, 1:1 Figo 20, 1:2 Rivaldo 43, 2:2 Balbo 56, 3:2 Balbo 69, 3:3 Rivaldo 74           |

| Poz | Klub          | Mecze | Zw | Rem | Por | Pkt | BrZd | BrStr |
| --- | ------------- | ----- | -- | --- | --- | --- | ---- | ----- |
| 1   | FC Barcelona  | 6     | 4  | 2   | 0   | 14  | 19   | 9     |
| 2   | AC Fiorentina | 6     | 2  | 3   | 1   | 9   | 9    | 7     |
| 3   | Arsenal F.C.  | 6     | 2  | 2   | 2   | 8   | 9    | 9     |
| 4   | AIK Fotboll   | 6     | 0  | 1   | 5   | 1   | 4    | 16    |

### Grupa C
| Boavista FC – Rosenborg BK 0:3 (0:2) - 14.09 1999 0:1 Sörensen 8, 0:2 O. Berg 43, 0:3 Strand 73                       |
| Feyenoord – Borussia Dortmund 1:1 (0:0) - 14.09 1999 1:0 van Wonderen 67, 1:1 Bobic 71                                |
| Rosenborg BK – Feyenoord 2:2 (2:2) - 22.09 1999 0:1 Tomasson 12, 1:1 Carew 21, 1:2 Kalou 22, 2:2 Carew 24             |
| Borussia Dortmund – Boavista FC 3:1 (1:1) - 22.09 1999 1:0 Möller 40, 1:1 Rui Bento 44, 2:1 Bobic 53, 3:1 Bobic 65    |
| Boavista FC – Feyenoord 1:1 (0:0) - 29.09 1999 0:1 Bosvelt 62, 1:1 M. Silva 87                                        |
| Rosenborg BK – Borussia Dortmund 2:2 (1:2) - 29.09 1999 0:1 Barbarez 11, 0:2 Kohler 22, 1:2 Sörensen 35, 2:2 Carew 68 |
| Feyenoord – Boavista FC 1:1 (0:0) - 19.10 1999 1:0 Tomasson 76, 1:1 Timofte 83k                                       |
| Borussia Dortmund – Rosenborg BK 0:3 (0:1) - 19.10 1999 0:1 Sörensen 17, 0:2 Sörensen 58, 0:3 Winsenes 70             |
| Rosenborg BK – Boavista FC 2:0 (0:0) - 27.10 1999 1:0 O. Berg 62, 2:0 Dahlum 66                                       |
| Borussia Dortmund – Feyenoord 1:1 (1:0) - 27.10 1999 1:0 Addo 45, 1:1 van Vossen 73                                   |
| Feyenoord – Rosenborg BK 1:0 (0:0) - 02.11 1999 1:0 Somalia 85                                                        |
| Boavista FC – Borussia Dortmund 1:0 (1:0) - 02.11 1999 1:0 Pedro Emanuel 16                                           |

| Poz | Klub              | Mecze | Zw | Rem | Por | Pkt | BrZd | BrStr |
| --- | ----------------- | ----- | -- | --- | --- | --- | ---- | ----- |
| 1   | Rosenborg BK      | 6     | 3  | 2   | 1   | 11  | 12   | 5     |
| 2   | Feyenoord         | 6     | 1  | 5   | 0   | 8   | 7    | 6     |
| 3   | Borussia Dortmund | 6     | 1  | 3   | 2   | 6   | 7    | 9     |
| 4   | Boavista FC       | 6     | 1  | 2   | 3   | 5   | 4    | 10    |

### Grupa D
| Manchester United – Croatia Zagrzeb 0:0 - 14.09 1999                                                                                     |
| Olympique Marsylia – SK Sturm Graz 2:0 (2:0) - 14.09 1999 1:0 Pires 6, 2:0 Ravanelli 33                                                  |
| Croatia Zagrzeb – Olympique Marsylia 1:2 (0:1) - 22.09 1999 0:1 Bakayoko 5, 1:1 Šokota 64, 1:2 Pérez 77                                  |
| SK Sturm Graz – Manchester United 0:3 (0:3) - 22.09 1999 0:1 Keane 16, 0:2 Yorke 31, 0:3 Cole 33                                         |
| Croatia Zagrzeb – SK Sturm Graz 3:0 (2:0) - 29.09 1999 1:0 Rukavina 28, 2:0 Šokota 34, 3:0 Šokota 58k                                    |
| Manchester United – Olympique Marsylia 2:1 (0:1) - 29.09 1999 0:1 Bakayoko 41, 1:1 Cole 79, 2:1 Scholes 83                               |
| SK Sturm Graz – Croatia Zagrzeb 1:0 (1:0) - 19.10 1999 1:0 Kocijan 40                                                                    |
| Olympique Marsylia – Manchester United 1:0 (0:0) - 19.10 1999 1:0 Callas 69                                                              |
| Croatia Zagrzeb – Manchester United 1:2 (0:1) - 27.10 1999 0:1 Beckham 32, 0:2 Keane 49, 1:2 Robert Prosinečki 90                        |
| SK Sturm Graz – Olympique Marsylia 3:2 (1:0) - 27.10 1999 1:0 Mählich 17, 1:1 Dugarry 51, 2:1 Kocijan 62, 2:1 Dugarry 78, 3:2 Kocijan 85 |
| Olympique Marsylia – Croatia Zagrzeb 2:2 (0:1) - 02.11 1999 0:1 Mujćin 42, 1:1 Bakayoko 52, 1:2 Milde 84, 2:2 Diawarra 89                |
| Manchester United – SK Sturm Graz 2:1 (0:0) - 02.11 1999 1:0 Solskjær 56, 2:0 Keane 69, 2:1 Ivica Vastić 88k                             |

| Poz | Klub               | Mecze | Zw | Rem | Por | Pkt | BrZd | BrStr |
| --- | ------------------ | ----- | -- | --- | --- | --- | ---- | ----- |
| 1   | Manchester United  | 6     | 4  | 1   | 1   | 13  | 9    | 4     |
| 2   | Olympique Marsylia | 6     | 3  | 1   | 2   | 10  | 10   | 8     |
| 3   | SK Sturm Graz      | 6     | 2  | 0   | 4   | 6   | 5    | 12    |
| 4   | Croatia Zagrzeb    | 6     | 1  | 2   | 3   | 5   | 7    | 7     |

### Grupa E
| Olympiakos SFP – Real Madryt 3:3 (1:2) - 15.09 1999 1:0 Giovanni 11, 1:1 Savio 24, 1:2 Roberto Carlos 32, 2:2 Giovanni 64, 3:2 Zahović 67, 3:3 Raúl 80 |
| Molde FK – FC Porto 0:1 (0:0) - 15.09 1999 0:1 Déco 89                                                                                                 |
| Real Madryt – Molde FK 4:1 (1:0) - 21.09 1999 1:0 Morientes 27, 2:0 Savio 60, 3:0 Savio 70k, 3:1 Lindbaek 80, 4:1 Guti 81                              |
| FC Porto – Olympiakos SFP 2:0 (1:0) - 21.09 1999 1:0 Esquardinha 6, 2:0 Jardel 47                                                                      |
| Real Madryt – FC Porto 3:1 (2:1) - 28.09 1999 1:0 Morientes 22, 1:1 Jardel 23, 2:1 Helguera 41, 3:1 Hierro 68k                                         |
| Olympiakos SFP – Molde FK 3:1 (1:0) - 28.09 1999 1:0 Giovanni 15, 1:1 Lund 58, 2:1 Giovanni 69, 3:1 Luciano 77                                         |
| FC Porto – Real Madryt 2:1 (2:0) - 20.10 1999 1:0 Jardel 13, 2:0 Jardel 35, 2:1 Peixe 68s                                                              |
| Molde FK – Olympiakos SFP 3:2 (0:2) - 20.10 1999 0:1 Mavrogenidis 36, 0:2 Zahović 40, 1:2 Lund 55, 2:2 Lund 59, 3:2 Berg Hestad 74                     |
| Real Madryt – Olympiakos SFP 3:0 (1:0) - 26.10 1999 1:0 Raúl 21, 2:0 Morientes 64, 3:0 Roberto Carlos 83                                               |
| FC Porto – Molde FK 3:1 (2:0) - 26.10 1999 1:0 Déco 1, 2:0 Déco 28, 3:0 Jardel 57, 3:1 Berg Hestad 82                                                  |
| Molde FK – Real Madryt 0:1 (0:1) - 03.11 1999 0:1 Karembeu 43                                                                                          |
| Olympiakos SFP – FC Porto 1:0 (0:0) - 03.11 1999 1:0 Yannakopoulos 56                                                                                  |

| Poz | Klub           | Mecze | Zw | Rem | Por | Pkt | BrZd | BrStr |
| --- | -------------- | ----- | -- | --- | --- | --- | ---- | ----- |
| 1   | Real Madryt    | 6     | 4  | 1   | 1   | 13  | 15   | 7     |
| 2   | FC Porto       | 6     | 4  | 0   | 2   | 12  | 9    | 6     |
| 3   | Olympiakos SFP | 6     | 2  | 1   | 3   | 7   | 9    | 12    |
| 4   | Molde FK       | 6     | 1  | 0   | 5   | 3   | 6    | 14    |

### Grupa F
| Bayern Monachium – PSV Eindhoven 2:1 (1:0) - 15.09 1999 1:0 Paulo Sergio 11, 1:1 Chochłow 59, 2:1 Paulo Sergio 69              |
| Valencia CF – Rangers 2:0 (0:0) - 15.09 1999 1:0 Moore 57s, 2:0 González 74                                                    |
| Rangers – Bayern Monachium 1:1 (1:0) - 21.09 1999 1:0 Jörg Albertz 22, 1:1 Tarnat 88                                           |
| PSV Eindhoven – Valencia CF 1:1 (0:1) - 21.09 1999 0:1 C. López 4, 1:1 van Nistelrooy 71k                                      |
| PSV Eindhoven – Rangers 0:1 (0:0) - 28.09 1999 0:1 Jörg Albertz 84                                                             |
| Bayern Monachium – Valencia CF 1:1 (1:0) - 28.09 1999 1:0 Elber 5, 1:1 Gerard 80                                               |
| Rangers – PSV Eindhoven 4:1 (2:1) - 20.10 1999 1:0 Amoruso 19, 2:0 Mois 29, 2:1 van Nistelrooy 45k, 3:1 Mois 80, 4:1 McCann 56 |
| Valencia CF – Bayern Monachium 1:1 (1:1) - 20.10 1999 1:0 A. Ilie 11, 1:1 Effenberg 18k                                        |
| PSV Eindhoven – Bayern Monachium 2:1 (1:0) - 26.10 1999 1:0 van Nistelrooy 40, 1:1 Santa Cruz 51, 2:1 Nilis 57                 |
| Rangers – Valencia CF 1:2 (0:2) - 26.10 1999 0:1 Mendieta 35, 0:2 C. López 45, 1:2 Moore 60                                    |
| Bayern Monachium – Rangers 1:0 (1:0) - 03.11 1999 1:0 Strunz 33k                                                               |
| Valencia CF – PSV Eindhoven 1:0 (0:0) - 03.11 1999 1:0 C. López 70                                                             |

| Poz | Klub             | Mecze | Zw | Rem | Por | Pkt | BrZd | BrStr |
| --- | ---------------- | ----- | -- | --- | --- | --- | ---- | ----- |
| 1   | Valencia CF      | 6     | 3  | 3   | 0   | 12  | 8    | 4     |
| 2   | Bayern Monachium | 6     | 2  | 3   | 1   | 9   | 7    | 6     |
| 3   | Rangers          | 6     | 2  | 1   | 3   | 7   | 7    | 7     |
| 4   | PSV Eindhoven    | 6     | 1  | 1   | 4   | 4   | 5    | 10    |

### Grupa G
| Sparta Praga – Girondins Bordeaux 0:0 - 15.09 1999 |
| Willem II Tilburg – Spartak Moskwa 1:3 (0:2) - 15.09 1999 0:1 Tichonow 27k, 0:2 Tichonow 37, 0:3 Tichonow 53k, 1:3 Arts 56                                                |
| Girondins Bordeaux – Willem II Tilburg 3:2 (2:1) - 21.09 1999 1:0 Victoria 17s, 2:0 Laslandes 22, 2:1 Abdellaoui 40, 2:2 Sanou 70, 3:2 Feindouno 82                       |
| Spartak Moskwa – Sparta Praga 1:1 (0:1) - 21.09 1999 0:1 Lokvenc 17, 1:1 Bezrodnyi 73                                                                                     |
| Sparta Praga – Willem II Tilburg 4:0 (3:0) - 28.09 1999 1:0 Novotny 26, 2:0 Prohaska 29k, 3:0 Rosický 41, 4:0 Jiří Jarošík 58                                             |
| Girondins Bordeaux – Spartak Moskwa 2:1 (1:0) - 28.09 1999 1:0 Wiltord 9, 2:0 Micoud 56, 2:1 Bezrodnyi 64                                                                 |
| Willem II Tilburg – Sparta Praga 3:4 (3:1) - 20.10 1999 1:0 Bombarda 1, 2:0 Szukow 6, 2:1 J. Novotny 17, 3:1 Schenning 50, 3:2 Labant 54k, 3:3 Baranek 62, 3:4 Labant 90k |
| Spartak Moskwa – Girondins Bordeaux 1:2 (0:1) - 20.10 1999 0:1 Micoud 21, 1:1 Tichonow 55k, 1:2 Wiltord 76                                                                |
| Girondins Bordeaux – Sparta Praga 0:0 - 26.10 1999 |
| Spartak Moskwa – Willem II Tilburg 1:1 (1:0) - 26.10 1999 1:0 Bezrodnyi 25, 1:1 Sanou 69                                                                                  |
| Willem II Tilburg – Girondins Bordeaux 0:0 - 03.11 1999 |
| Sparta Praga – Spartak Moskwa 5:2 (2:2) - 03.11 1999 1:0 Lokvenc 1, 2:0 Rosický 11, 2:1 Bułatow 34, 2:2 Bezrodnyi 45, 3:2 Fukal 49, 4:2 Labant 63k, 5:2 Lokvenc 66        |

| Poz | Klub               | Mecze | Zw | Rem | Por | Pkt | BrZd | BrStr |
| --- | ------------------ | ----- | -- | --- | --- | --- | ---- | ----- |
| 1   | Sparta Praga       | 6     | 3  | 3   | 0   | 12  | 14   | 6     |
| 2   | Girondins Bordeaux | 6     | 3  | 3   | 0   | 12  | 7    | 4     |
| 3   | Spartak Moskwa     | 6     | 1  | 2   | 3   | 5   | 9    | 12    |
| 4   | Willem II Tilburg  | 6     | 0  | 2   | 4   | 2   | 7    | 15    |

### Grupa H
| Chelsea F.C. – A.C. Milan 0:0 - 15.09 1999                                                                                           |
| Galatasaray SK – Hertha BSC 2:2 (1:2) - 15.09 1999 0:1 Preetz 13, 0:2 Wosz 14, 1:2 Hakan Sükür 24, 2:2 Hagi 86                       |
| A.C. Milan – Galatasaray SK 2:1 (2:0) - 21.09 1999 1:0 Leonardo 44, 2:0 Szewczenko 45, 2:1 Ümit 50                                   |
| Hertha BSC – Chelsea F.C. 2:1 (1:0) - 21.09 1999 1:0 Daei 3, 2:0 Daei 70, 2:1 Leboeuf 86k                                            |
| A.C. Milan – Hertha BSC 1:1 (0:0) - 28.09 1999 0:1 Daei 69, 1:1 Bierhoff 73                                                          |
| Chelsea F.C. – Galatasaray SK 1:0 (0:0) - 28.09 1999 1:0 Petrescu 55                                                                 |
| Hertha BSC – A.C. Milan 1:0 (1:0) - 20.10 1999 1:0 Wosz 41                                                                           |
| Galatasaray SK – Chelsea F.C. 0:5 (0:1) - 20.10 1999 0:1 T.A. Flo 32, 0:2 T.A. Flo 49, 0:3 Zola 54, 0:4 Wise 79, 0;5 Ambrosetti 88   |
| A.C. Milan – Chelsea F.C. 1:1 (0:0) - 26.10 1999 1:0 Bierhoff 74, 1:1 Wise 77                                                        |
| Hertha BSC – Galatasaray SK 1:4 (1:0) - 26.10 1999 1:0 Rekdal 35k, 1:1 Hakan Sükür 48, 1:2 Hakan Sükür 66, 1:3 Tugay 81, 1:4 Okan 90 |
| Galatasaray SK – A.C. Milan 3:2 (1:1) - 03.11 1999 0:1 Weah 20, 1:1 Capone 27, 1:2 Giunti 51, 2:2 Hakan Sükür 87, 3:2 Ümit 90k       |
| Chelsea F.C. – Hertha BSC 2:0 (2:0) - 03.11 1999 1:0 Deschamps 11, 2:0 Ferrer 44                                                     |

| Poz | Klub           | Mecze | Zw | Rem | Por | Pkt | BrZd | BrStr |
| --- | -------------- | ----- | -- | --- | --- | --- | ---- | ----- |
| 1   | Chelsea F.C.   | 6     | 3  | 2   | 1   | 11  | 10   | 3     |
| 2   | Hertha BSC     | 6     | 2  | 2   | 2   | 8   | 7    | 10    |
| 3   | Galatasaray SK | 6     | 2  | 1   | 3   | 7   | 10   | 13    |
| 4   | A.C. Milan     | 6     | 1  | 3   | 2   | 6   | 6    | 7     |

## II faza grupowa

### Grupa A
| Hertha BSC – FC Barcelona 1:1 (1:1) - 23.11 1999 0:1 Luis Enrique 14, 1:1 Michalke 33                                                           |
| Sparta Praga – FC Porto 0:2 (0:0) - 23.11 1999 0:1 Drulović 77, 0:2 Jardel 84                                                                   |
| FC Porto – Hertha BSC 1:0 (0:0) - 08.12 1999 1:0 Drulović 79                                                                                    |
| FC Barcelona – Sparta Praga 5:0 (2:0) - 08.12 1999 1:0 Kluivert 44, 2:0 Luis Enrique 45, 3:0 Guardiola 60, 4:0 Kluivert 63, 5:0 Luis Enrique 76 |
| FC Barcelona – FC Porto 4:2 (3:1) - 01.03 2000 0:1 Jardel 5, 1:1 Rivaldo 16, 2:1 F. de Boer 23, 3:1 Kluivert 44, 3:2 Jardel 79, 4:2 Rivaldo 89  |
| Hertha BSC – Sparta Praga 1:1 (1:0) - 01.03 2000 1:0 Veit 45, 1:1 Siegl 84                                                                      |
| FC Porto – FC Barcelona 0:2 (0:1) - 07.03 2000 0:1 Abelardo 37, 0:2 Rivaldo 59                                                                  |
| Sparta Praga – Hertha BSC 1:0 (0:0) - 07.03 2000 1:0 Fukal 90                                                                                   |
| FC Barcelona – Hertha BSC 3:1 (1:1) - 15.03 2000 0:1 Alex Alves 7, 1:1 Xavi 11, 2:1 Gabri 49, 3:1 Kluivert 83                                   |
| FC Porto – Sparta Praga 2:2 (1:0) - 15.03 2000 1:0 Jorge Costa 16, 2:0 Capucho 64, 2:1 Lokvenc 74, 2:2 Fukal 90                                 |
| Hertha BSC – FC Porto 0:1 (0:0) - 21.03 2000 0:1 Clayton 69                                                                                     |
| Sparta Praga – FC Barcelona 1:2 (1:0) - 21.03 2000 1:0 Svoboda 18, 1:1 Gabri 52, 1:2 Gabri 89                                                   |

| Poz | Klub         | Mecze | Zw | Rem | Por | Pkt | BrZd | BrStr |
| --- | ------------ | ----- | -- | --- | --- | --- | ---- | ----- |
| 1   | FC Barcelona | 6     | 5  | 1   | 0   | 16  | 17   | 5     |
| 2   | FC Porto     | 6     | 3  | 1   | 2   | 10  | 8    | 8     |
| 3   | Sparta Praga | 6     | 1  | 2   | 3   | 5   | 5    | 12    |
| 4   | Hertha BSC   | 6     | 0  | 2   | 4   | 2   | 3    | 8     |

### Grupa B
| AC Fiorentina – Manchester United 2:0 (1:0) - 23.11 1999 1:0 Batistuta 24, 2:0 Balbo 52                                                                          |
| Valencia CF – Girondins Bordeaux 3:0 (0:0) - 23.11 1999 1:0 Farinos 60, 2:0 A. Ilie 68, 3:0 González 89                                                          |
| Girondins Bordeaux – AC Fiorentina 0:0 - 08.12 1999 |
| Manchester United – Valencia CF 3:0 (1:0) - 08.12 1999 1:0 Keane 38, 2:0 Solskjær 47, 3:0 Scholes 70                                                             |
| Manchester United – Girondins Bordeaux 2:0 (1:0) - 01.03 2000 1:0 Giggs 42, 2:0 Sheringham 84                                                                    |
| AC Fiorentina – Valencia CF 1:0 (1:0) - 01.03 2000 1:0 Mijatović 20k                                                                                             |
| Girondins Bordeaux – Manchester United 1:2 (1:1) - 07.03 2000 1:0 Pavón 9, 1:1 Keane 33, 1:2 Solskjær 84                                                         |
| Valencia CF – AC Fiorentina 2:0 (1:0) - 07.03 2000 1:0 A. Ilie 35, 2:0 Mendieta 90k                                                                              |
| Manchester United – AC Fiorentina 3:1 (2:1) - 15.03 2000 0:1 Batistuta 16, 1:1 Cole 16, 2:1 Keane 20, 3:1 Yorke 70                                               |
| Girondins Bordeaux – Valencia CF 1:4 (0:1) - 15.03 2000 0:1 Djukić 41, 0:2 Mendieta 47k, 1:2 Wiltord 54, 1:3 González 72, 1:4 Sánchez 90                         |
| AC Fiorentina – Girondins Bordeaux 3:3 (0:1) - 21.03 2000 0:1 Wiltord 5, 1:1 Chiesa 47k, 2:1 Batistuta 61, 3:1 Rui Costa 64, 3:2 Marc Zanotti 87, 3:3 Battles 90 |
| Valencia CF – Manchester United 0:0 - 21.03 2000 |

| Poz | Klub               | Mecze | Zw | Rem | Por | Pkt | BrZd | BrStr |
| --- | ------------------ | ----- | -- | --- | --- | --- | ---- | ----- |
| 1   | Manchester United  | 6     | 4  | 1   | 1   | 13  | 10   | 4     |
| 2   | Valencia CF        | 6     | 3  | 1   | 2   | 10  | 9    | 3     |
| 3   | AC Fiorentina      | 6     | 2  | 2   | 2   | 8   | 7    | 8     |
| 4   | Girondins Bordeaux | 6     | 0  | 2   | 4   | 2   | 5    | 14    |

### Grupa C
| Dynamo Kijów – Real Madryt 1:2 (0:1) - 24.11 1999 0:1 Morientes 17, 0:2 Raúl 48, 1:2 Rebrow 86k                                                        |
| Rosenborg BK – Bayern Monachium 1:1 (0:1) - 24.11 1999 0:1 Jancker 10, 1:1 Skammelsrud 47                                                              |
| Bayern Monachium – Dynamo Kijów 2:1 (1:0) - 07.12 1999 1:0 Jancker 6, 1:1 Rebrow 50, 2:1 Paulo Sergio 80                                               |
| Real Madryt – Rosenborg BK 3:1 (1:0) - 07.12 1999 1:0 Raúl 18, 1:1 Carew 48, 2:1 Savio 85, 3:1 Roberto Carlos 90                                       |
| Real Madryt – Bayern Monachium 2:4 (1:3) - 29.02 2000 0:1 Scholl 21, 0:2 Effenberg 24, 1:2 Morientes 25, 1:3 Fink 39, 2:3 Raúl 48, 2:4 Paulo Sergio 67 |
| Dynamo Kijów – Rosenborg BK 2:1 (2:0) - 29.02 2000 1:0 Czackiewicz 9, 2:0 Rebrow 29, 2:1 Jakobson 48                                                   |
| Bayern Monachium – Real Madryt 4:1 (2:0) - 08.03 2000 1:0 Scholl 4, 2:0 Elber 30, 2:1 Ivan Helguera 69, 3:1 Zickler 79, 4:1 Zickler 90                 |
| Rosenborg BK – Dynamo Kijów 1:2 (1:1) - 08.03 2000 0:1 Rebrow 32, 1:1 O. Berg 38, 1:2 Rebrow 67                                                        |
| Real Madryt – Dynamo Kijów 2:2 (1:1) - 14.03 2000 1:0 Raúl 14k, 1:1 Chackiewicz 42, 1:2 Hierro 56s, 2:2 Roberto Carlos 72                              |
| Bayern Monachium – Rosenborg BK 2:1 (2:0) - 14.03 2000 1:0 Scholl 11, 2:0 Paulo Sergio 40 k, 2:1 Carew 64                                              |
| Dynamo Kijów – Bayern Monachium 2:0 (1:0) - 22.03 2000 1:0 Kaładze 34, 2:0 Demetradze 71                                                               |
| Rosenborg BK – Real Madryt 0:1 (0:1) - 22.03 2000 0:1 Raúl 3                                                                                           |

| Poz | Klub             | Mecze | Zw | Rem | Por | Pkt | BrZd | BrStr |
| --- | ---------------- | ----- | -- | --- | --- | --- | ---- | ----- |
| 1   | Bayern Monachium | 6     | 4  | 1   | 1   | 13  | 13   | 8     |
| 2   | Real Madryt      | 6     | 3  | 1   | 2   | 10  | 11   | 12    |
| 3   | Dynamo Kijów     | 6     | 3  | 1   | 2   | 10  | 10   | 8     |
| 4   | Rosenborg BK     | 6     | 0  | 1   | 5   | 1   | 5    | 11    |

### Grupa D
| Olympique Marsylia – S.S. Lazio 0:2 (0:0) - 24.11 1999 0:1 D. Stanković 64, 0:2 Sergio Conceição 77                                                            |
| Chelsea F.C. – Feyenoord 3:1 (1:0) - 24.11 1999 1:0 Babayaro 45, 2:0 T.A. Flo 67, 3:0 T.A. Flo 87, 3:1 Cruz 90                                                 |
| Feyenoord – Olympique Marsylia 3:0 (0:0) - 07.12 1999 1:0 Cruz 72, 2:0 Bosvelt 83, 3:0 Cruz 90                                                                 |
| S.S. Lazio – Chelsea F.C. 0:0 - 07.12 1999 |
| S.S. Lazio – Feyenoord 1:2 (1:0) - 29.02 2000 1:0 Verón 37, 1:1 Tomasson 78, 1:2 Tomasson 84                                                                   |
| Olympique Marsylia – Chelsea F.C. 1:0 (1:0) - 29.02 2000 1:0 Pires 16                                                                                          |
| Feyenoord – S.S. Lazio 0:0 - 08.03 2000 |
| Chelsea F.C. – Olympique Marsylia 1:0 (1:0) - 08.03 2000 1:0 Wise 27                                                                                           |
| S.S. Lazio – Olympique Marsylia 5:1 (3:0) - 14.03 2000 1:0 S. Inzaghi 17, 2:0 S. Inzaghi 37, 3:0 S. Inzaghi 38, 3:1 Leroy 50, 4:1 S. Inzaghi 71, 5:1 Bokšić 82 |
| Feyenoord – Chelsea F.C. 1:3 (0:1) - 14.03 2000 0:1 Zola 39, 1:1 Kalou 59, 1:2 Wise 64, 1:3 T.A. Flo 69                                                        |
| Olympique Marsylia – Feyenoord 0:0 - 22.03 2000 |
| Chelsea F.C. – S.S. Lazio 1:2 (1:0) - 22.03 2000 1:0 Poyet 44, 1:1 S. Inzaghi 56, 1:2 Mihajlović 66                                                            |

| Poz | Klub               | Mecze | Zw | Rem | Por | Pkt | BrZd | BrStr |
| --- | ------------------ | ----- | -- | --- | --- | --- | ---- | ----- |
| 1   | S.S. Lazio         | 6     | 3  | 2   | 1   | 11  | 10   | 4     |
| 2   | Chelsea F.C.       | 6     | 3  | 1   | 2   | 10  | 8    | 5     |
| 3   | Feyenoord          | 6     | 2  | 2   | 2   | 8   | 7    | 7     |
| 4   | Olympique Marsylia | 6     | 1  | 1   | 4   | 4   | 2    | 11    |

## 1/4 finału
| Chelsea F.C. – FC Barcelona 3:1 i 1:5 (dog) 1 05.04 2000 1:0 Zolá 30, 2:0 T.A. Flo 34, 3:0 T.A. Flo 38, 3:1 Figo 64 2 18.04 2000 0:1 Rivaldo 24, 0:2 Figo 45, 1:2 T.A. Flo 60, 1:3 Dani 83, 1:4 Rivaldo 99k, 1:5 Kluivert 104 |
| Valencia CF – S.S. Lazio 5:2 i 0:1 1 05.04 2000 1:0 Angulo 2, 2:0 Gerard 4, 2:1 S. Inzaghi 28, 3:1 Gerard 40, 3:2 Salas 76, 4:2 Gerard 80, 5:2 C. López 90 2 18.04 2000 0:1 Verón 52                                          |
| Real Madryt – Manchester United 0:0 i 3:2 1 05.04 2000 2 18.04 2000 1:0 Keane 21s, 2:0 Raúl 50, 3:0 Raúl 52, 3:1 Beckham 64, 3:2 Scholes 88k                                                                                  |
| FC Porto – Bayern Monachium 1:1 i 1:2 1 05.04 2000 1:0 Jardel 47, 1:1 Paulo Sergio 80 2 18.04 2000 0:1 Paulo Sergio 31, 1:1 Jardel 89, 1:2 Linke 90                                                                           |

## 1/2 finału
| Real Madryt – Bayern Monachium 2:0 i 1:2 1 02.05 2000 1:0 Anelka 4, 2:0 Jeremies 33s 2 10.05 2000 0:1 Jancker 12, 1:1 Anelka 31, 1:2 Elber 34                                                      |
| Valencia CF – FC Barcelona 4:1 i 1:2 1 02.05 2000 1:0 Angulo 10, 1:1 Pellegrino 27s, 2:1 Angulo 43, 3:1 Mendieta 45k, 4:1 C. López 90 2 10.05 2000 1:0 Mendieta 69, 1:1 F. de Boer 78, 1:2 Cocu 89 |

## Finał
| 24 maja 2000 Paryż Stade de France (70 000) Real Madryt – Valencia CF 3:0 (1:0) Sędzia: Stefano Braschi (Włochy) Bramki: 1:0 Fernando Morientes 39, 2:0 Steve McManaman 67, 3:0 Raúl 75 Żółte kartki: Míchel Salgado, Roberto Carlos / Santiago Cañizares, Mauricio Pellegrino, Javier Farinós, Gerard López Real Madrid Club de Fútbol (trener Vicente del Bosque): Iker Casillas – Míchel Salgado (84 Fernando Hierro), Roberto Carlos, Aitor Karanka, Iván Campo, Steve McManaman, Fernando Redondo (kapitan), Iván Helguera, Raúl, Nicolas Anelka (79 Manuel Sanchís Hontiyuelo), Fernando Morientes (71 Sávio) Valencia Club de Fútbol (trener Héctor Cúper): Santiago Cañizares – Jocelyn Angloma, Miroslav Đukić, Mauricio Pellegrino, Gerardo García (68 Adrian Ilie), Gaizka Mendieta (kapitan), Gerard López, Javier Farinós, Kily González, Claudio López, Miguel Ángel Angulo |